# 富山クリエイティブ専門学校
富山クリエイティブ専門学校 （とやまクリエイティブせんもんがっこう）は、富山県富山市にかつて存在した本科2年制の専修学校である。

## 概要
設置者は学校法人片山学園。2012年に富山建築・デザイン専門学校と富山コンピュータ専門学校が統合され発足した。
校舎は1988年に完成した合同校舎をそのまま使用していた（建物はインテックのビルとして使用されていた。）
2024年（令和6年）度以降の学生募集を停止し、同年度末（2025年〔令和7年〕）をもって閉校した。

## 設置学科
（2025年3月現在）
- 工業専門課程
  - 建築学科
    - 建築設計コース
    - インテリアデザインコース
- 文化・教養専門課程
  - デザイン学科
    - グラフィックコース
    - Webデザインコース
    - イラストコース

## おもな行事
- 4月：入学式
- 6月：県外研修旅行[6]
- 10月：学園祭[6]
- 2月 :卒業・進級制作展[6]
- 3月：卒業式

この他、学内企業ガイダンス、インターンシップ（希望制）、面接・服装指導もある。

## アクセス
- JR西日本 北陸新幹線・あいの風とやま鉄道 あいの風とやま鉄道線富山駅北口から徒歩約5分[6]。、富山地方鉄道富山港線インテック本社前停留場下車すぐ。

## 周辺の建物
- 富山駅
- 北日本放送
- タワー111
- ボルファートとやま
- オーバードホール